# Eau-forte
Ne pas confondre avec l’eau forte (sans trait d’union) qui désigne une technique de peinture à la chaux.

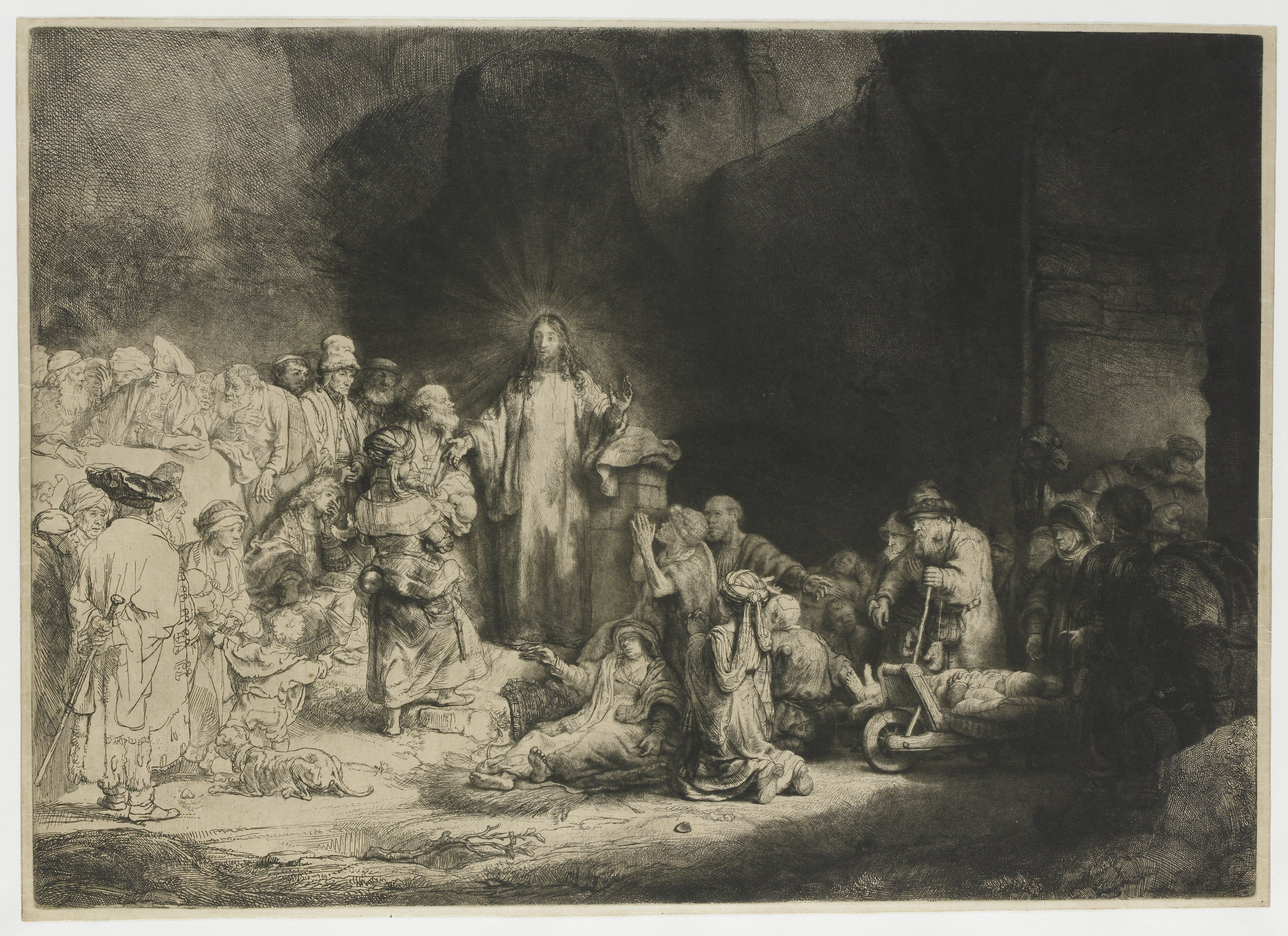
Rembrandt, La Pièce aux cent florins, eau-forte.

L’eau-forte est un procédé de gravure en taille-douce sur une plaque métallique (métal non ferreux : cuivre, zinc, laiton) à l’aide d’un mordant chimique (un acide). L’artiste utilisant l’eau-forte est appelé aquafortiste. À l’origine, l’eau-forte était le nom donné à l’acide nitrique. « Cette appellation elle-même est celle de l’acide nitrique étendu d’eau : l’aqua-fortis des anciens alchimistes. » Aujourd’hui, l’acide nitrique est remplacé par des mordants moins toxiques, tel le perchlorure de fer.
L’eau-forte est un procédé de taille indirecte (par morsure du métal par un acide), par opposition à la taille directe (à l’aide d’outils, tels burin ou pointe sèche). « En un sens général, l’eau-forte, qui est à la fois le procédé, la gravure sur métal et l’estampe obtenue par cette gravure, s’oppose aux autres procédés de taille-douce (ou gravure en creux), exécutés aux outils (burin, pointe sèche, manière noire) ».
Parmi les différents procédés d’eaux-fortes, on trouve l’aquatinte, la gravure au lavis ou la manière de crayon. Toutes désignent une technique de gravure où l’image est creusée sur une plaque de métal à l’aide d’un acide. Elles diffèrent en revanche par les outils ou vernis à graver utilisés. Le principe est simple : sur la plaque de métal préalablement recouverte d’un vernis à graver, l’artiste dessine son motif à la pointe métallique. La plaque est ensuite placée dans un bain d’acide qui « mord » les zones à découvert et laisse intactes les parties protégées. Après nettoyage du vernis, la plaque est encrée et mise sous presse.

## Historique

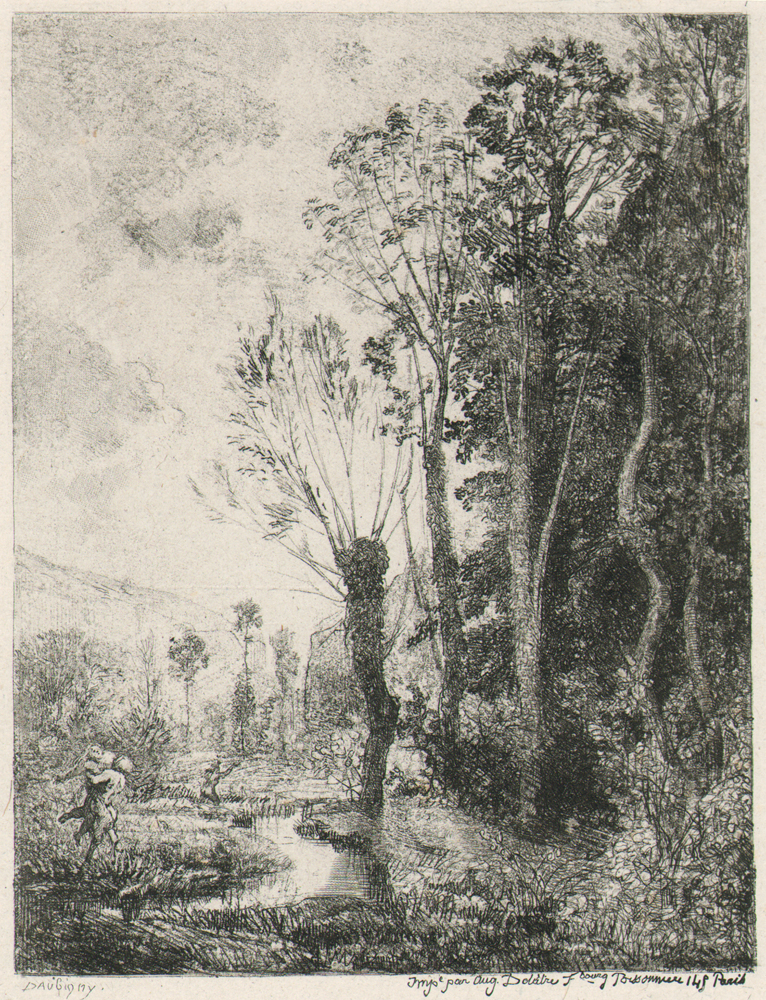
Charles-François Daubigny, Paysage, eau-forte, 1850.

« Eau forte » désignait originellement l'acide nitrique, alors employé par les graveurs dans la réalisation des plaques de cuivre gravées, ou plutôt oxydées par cette substance. Par la suite, la technique, de même que les œuvres produites par cette technique, sont appelées du même nom. Aujourd'hui, le terme d'eau-forte ne désigne plus que la technique de gravure et les œuvres produites.
Elle est rapidement employée dès le Moyen Âge par les orfèvres arabes, en Espagne et à Damas. Dès la fin du XVe siècle, Daniel Hopfer, armurier, aurait été celui qui a appliqué cette technique dans le domaine de l’image imprimée.

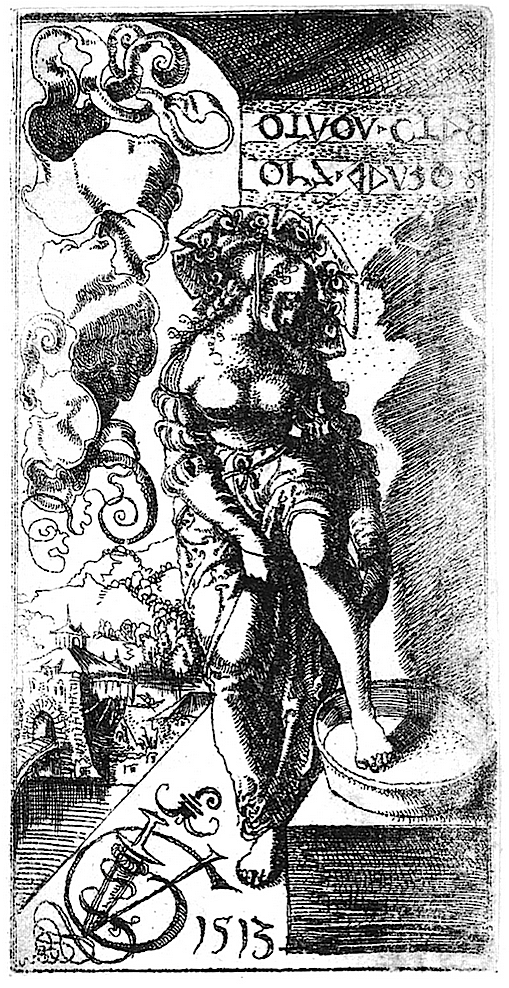
Urs Graf, Femme baignant ses pieds, 1513. Cette œuvre est considérée comme la première eau-forte datée de l'Histoire.

De grands graveurs, comme Urs Graf (1485-1527, actif à Zurich et à Bâle) dès 1513, et Albrecht Dürer (Nuremberg, 1471-1528), en 1515, sont parmi les premiers à exploiter cette technique pour ses caractéristiques propres.
« À partir des années 1530, elle trouve sa véritable voie avec Francesco Mazzola (Parme, 1503-Casal Maggiore, 1540) dit Parmigianino ou Le Parmesan, qui s’empare de cette technique et en use avec un brio extraordinaire. » L’eau-forte devient très rapidement le moyen d’expression favori des « peintres-graveurs ».
C'est grâce à Antonio da Trento que la technique fut utilisée par l’école de Fontainebleau.
À l’origine, l’outil employé est une simple pointe, qui permet des effets graphiques proches de ceux de la plume. Cependant, cette technique connaît une importante transformation au début du XVIIe siècle, grâce à trois innovations majeures dues à Jacques Callot (Nancy, 1592-1635), graveur lorrain formé en Italie. Celui-ci découvre la possibilité d’utiliser l’« échoppe », outil proche du burin, présentant un profil triangulaire, qui permet des effets de variation dans la grosseur du trait et, donc, l’usage des pleins et des déliés. Les possibilités graphiques s’en trouvent multipliées. Il abandonne également le vernis mou, utilisé jusque-là, qui ne permettait pas au graveur de poser la main sur la plaque. Il lui substitue un vernis dur, utilisé par les luthiers, qui donne ainsi une facilité d’exécution réellement analogue à celle du dessin. De plus, il met au point un procédé de morsure dite « à bains multiples », c'est-à-dire qu’il a l’idée de protéger certaines parties de la plaque après une première morsure, avant de la plonger à nouveau dans le bain corrosif. Cela lui permet de jouer sur l’épaisseur et la profondeur des tailles et de varier ainsi la ligne avec une grande précision.
Il ouvre ainsi la voie à un nouveau terrain d’expérimentation : Abraham Bosse (Tours, 1602-Paris, 1676), grâce à l’emploi d’un vernis plus mou, permet à l’eau-forte de rivaliser avec le travail des burinistes. Celui-ci est tout d’abord l’auteur du Traité des manières de graver en taille douce sur l’airain par le moyen des eaux fortes et des vernis durs et mols, publié en 1645, premier manuel pratique et théorique sur l’eau-forte. Il tente par ce biais de faire admettre la gravure comme art majeur, au même titre que la peinture, la sculpture ou l’architecture. Quelques années plus tard, en 1648, lorsque l’Académie royale de peinture et de sculpture est créée en France, il est le premier graveur à y être accepté et à y dispenser des cours au même titre que l’enseignement du dessin, de l’anatomie et de la théorie de l'art. Sous son impulsion, l’édit de Saint-Jean de Luz, en 1660, consacre la gravure comme art libre. L’eau-forte et toutes les autres techniques de l’estampe sont désormais considérées comme un art à part entière, propre à rivaliser avec la peinture de chevalet et les autres arts figuratifs. La gravure à l’eau-forte et la gravure en général sont théorisées et reconnues.
Cela conduit les graveurs à distinguer la gravure d’invention et la gravure d’interprétation. Celle-ci fait alors écho aux travaux de Bosse. Le Traité des manières de graver, publié en 1645, était un manuel, néanmoins il annonçait les prémices de la théorisation de la gravure en tant qu’art, fondée sur la distinction entre le burin et l’eau-forte Abraham Bosse, Traité des manières de graver en taille douce[pas clair]. En reconnaissant la supériorité du burin sur l’eau-forte, Abraham Bosse accordait cependant à l’exécution une place supérieure à la seule expression de l’idée : si « l’invention » et « les beaux contours » faisaient certes la qualité d’une estampe à l’eau-forte, celle-ci ne pouvait rivaliser avec la « netteté » du burin. Abraham Bosse, qui favorisait la propreté du burin, n’avait pas manqué de souligner combien l’eau-forte était plus propice au dessein et à l’invention, ce qui devint plus concret par la suite.
Rembrandt (Leyde, 1606-Amsterdam, 1669) exploite la technique de l’eau-forte au maximum de ses possibilités, en adoptant la technique des bains multiples. Il s’intéresse au processus d’impression en testant divers types de papiers, d’encre et de techniques d’encrage.
Au XVIIe siècle, Claude Gellée, Ruysdael et Van Ostade utilisent l’eau-forte pour leurs gravures de paysages. Au siècle suivant, Gabriel de Saint-Aubin pousse la technique au paroxysme de ses moyens. Le Piranèse, dans ses Prisons, utilise l’eau-forte pour renforcer l’atmosphère étrange des bâtiments. N’oublions pas Watteau, Boucher et Lorenzo Tiepolo.
Au XVIe siècle, Hercules Seghers, des Pays-Bas, grave surtout des paysages montagneux désolés. Anne Claude Philippe de Tubières, comte de Caylus, au XVIIe siècle, en France, est un archéologue et un graveur de talent, membre honoraire de l’Académie royale de peinture et de sculpture. En Espagne, au XVIIIe siècle, Goya offre la première réalisation d'une série d'estampes de caricatures avec Los Caprichos.
Au XVIIIe siècle, une nouvelle révolution de l’image par la reproduction gravée, venue d'Angleterre, toucha les milieux artistiques européens. La technique de l’eau-forte permettait jusque-là aux peintres de reproduire leurs œuvres préalablement dessinées à la pointe sur une plaque métallique recouverte de vernis, passée à l’acide pour creuser les parties dont le vernis avait été dégagé, puis encrée. L’invention de la lithographie, à la fin du XVIIIe siècle, simplifia ces processus coûteux et rendit la gravure plus facile pour les artistes : il était possible de reproduire des dessins réalisés au crayon ou à l’encre sur des pierres calcaires. Le marché de l’estampe connut une forte croissance après 1850. Les artistes de Barbizon y participèrent, notamment par la revue Eau-forte : Jean-Baptiste Millet recourut beaucoup à la reproduction d’œuvres par la lithographie. La circulation internationale des œuvres gravées, quelle que fût la technique adoptée, participa fortement à l’apparition de nouveaux styles et sujets. Participant à la renaissance de l'eau-forte, la Société des aquafortistes créée à Paris en 1862, voulait promouvoir les estampes issues de ce procédé sur le marché européen, mais aussi la carrière de ses membres, peintres pour la plupart.
Aux XIXe et XXe siècles, de grands noms de la peinture se sont adonnés aux plaisirs de l’eau-forte : Pissarro, Degas, Paul Renouard, Besnard, Matisse, Picasso et Gabriel Belgeonne.
Gravure de peintre par excellence, l’eau-forte a contribué à donner à l’estampe ses lettres de noblesse.

## Technique

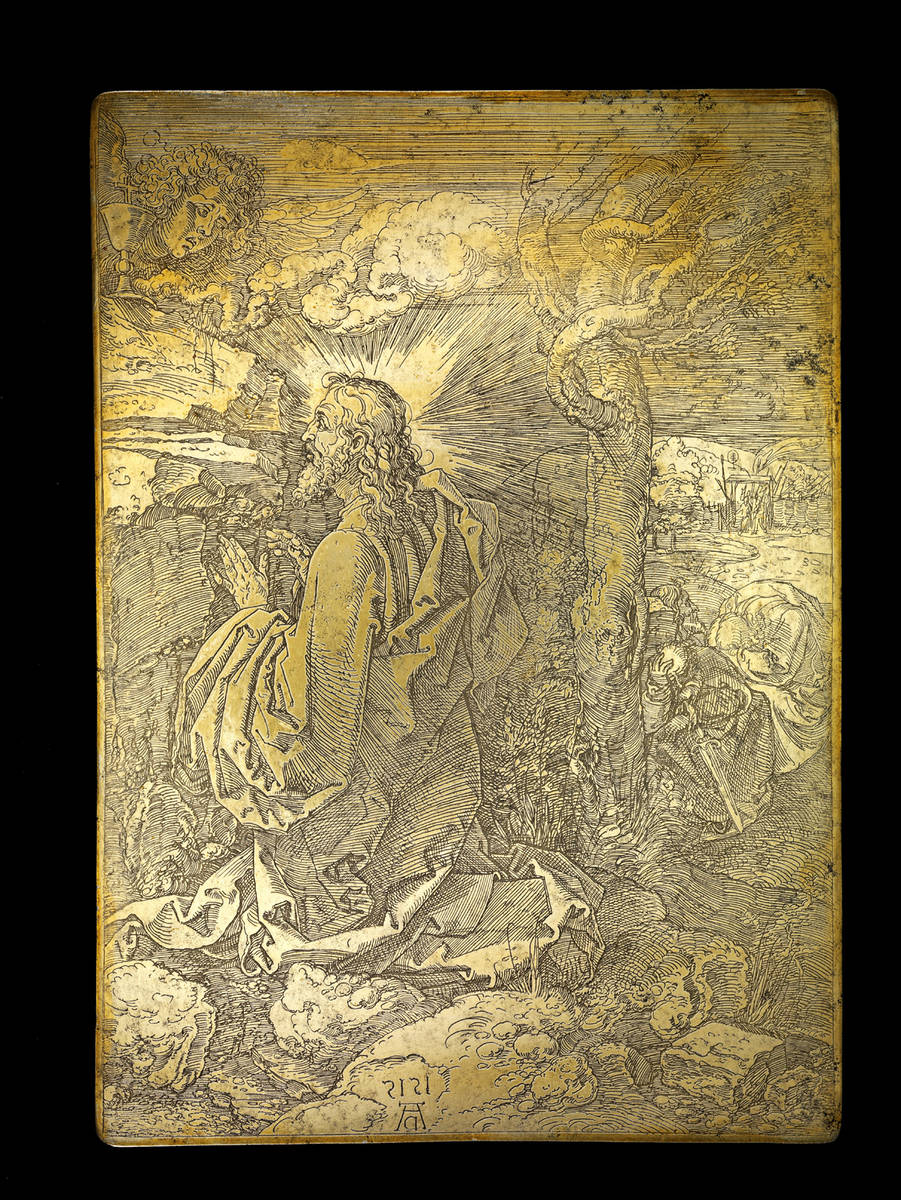
Matrice préparée à l’eau-forte par Albrecht Dürer au XVI.

Dans ce procédé de gravure en taille-douce (comme la gravure au burin ou à la pointe sèche), le motif est gravé en creux et l'encre va au fond des tailles.
La plaque de métal, généralement du cuivre, plus résistante aux nombreuses impressions, ou de zinc, plus malléable, est recouverte, sur la face destinée à être gravée, d’un vernis à graver (dur ou mou) résistant à la solution utilisée pour mordre et recouverte sur son dos, soit également d'un vernis, soit d'un film protecteur également résistant à cette solution.
Le graveur exécute son dessin à l’aide de différents outils, avec lesquels il retire le vernis aux endroits qui contiendront l'encre lors de l'impression. Le vernis doit être retiré en fines striures afin d'éviter les « crevés », des grandes zones sans vernis qui ne pourront pas retenir efficacement l'encre, lors de l'encrage de la plaque.
La plaque est ensuite plongée dans la solution mordante, adaptée au métal, comme un acide, de façon à creuser les zones dégagées. Le bain utilisé est plus ou moins dilué et le temps de morsure plus ou moins long, selon la profondeur de taille que l’on veut obtenir. On peut également jouer sur le choix du « mordant », afin d’obtenir des attaques plus ou moins franches, voire parvenir à certains effets : l’utilisation de fleur de soufre en suspension permet par exemple d’obtenir, par une attaque diffuse et peu profonde (punctiforme), des effets de brume.
Le vernis est ensuite retiré avec un solvant de type white spirit et la plaque encrée. L'encre doit être étalée sur l'ensemble de la plaque, et bien pénétrer dans les fentes. L’excès d'encre est soigneusement retiré en frottant délicatement et parallèlement à la plaque avec de la tarlatane, afin de laisser de l'encre dans les entailles, mais de dégager celle présente sur les surfaces planes, non creusées, de la plaque. Certains utilisent également du papier journal, puis du papier de soie. La plaque est recouverte d'une feuille de papier gravure préalablement humidifiée, recouverte de langes et passée sous presse. Les rouleaux de la presse à taille-douce vont appuyer fermement sur la feuille et permettre ainsi le transfert de l’encre. Le résultat final est inversé par rapport à l’image gravée sur la plaque.
Le procédé à l'eau-forte n’est donc pas seulement mécanique, mais aussi chimique. Le geste le rapproche de la technique du dessin, ce qui n’est pas le cas des techniques sèches. L’eau-forte a l’avantage d’être bien plus facile à mettre en œuvre que le burin, qui nécessite une formation longue. Surtout, elle permet une plus grande rapidité d’exécution.
La plaque peut être également retravaillée au burin ou à la pointe sèche, mêlant ainsi plusieurs techniques.
En cas de repentir, le graveur peut repolir sa plaque, ou la gratter, à l’aide du grattoir, du brunissoir ou d’abrasifs (acide).

Quatre estampes (eau-forte) en couleurs
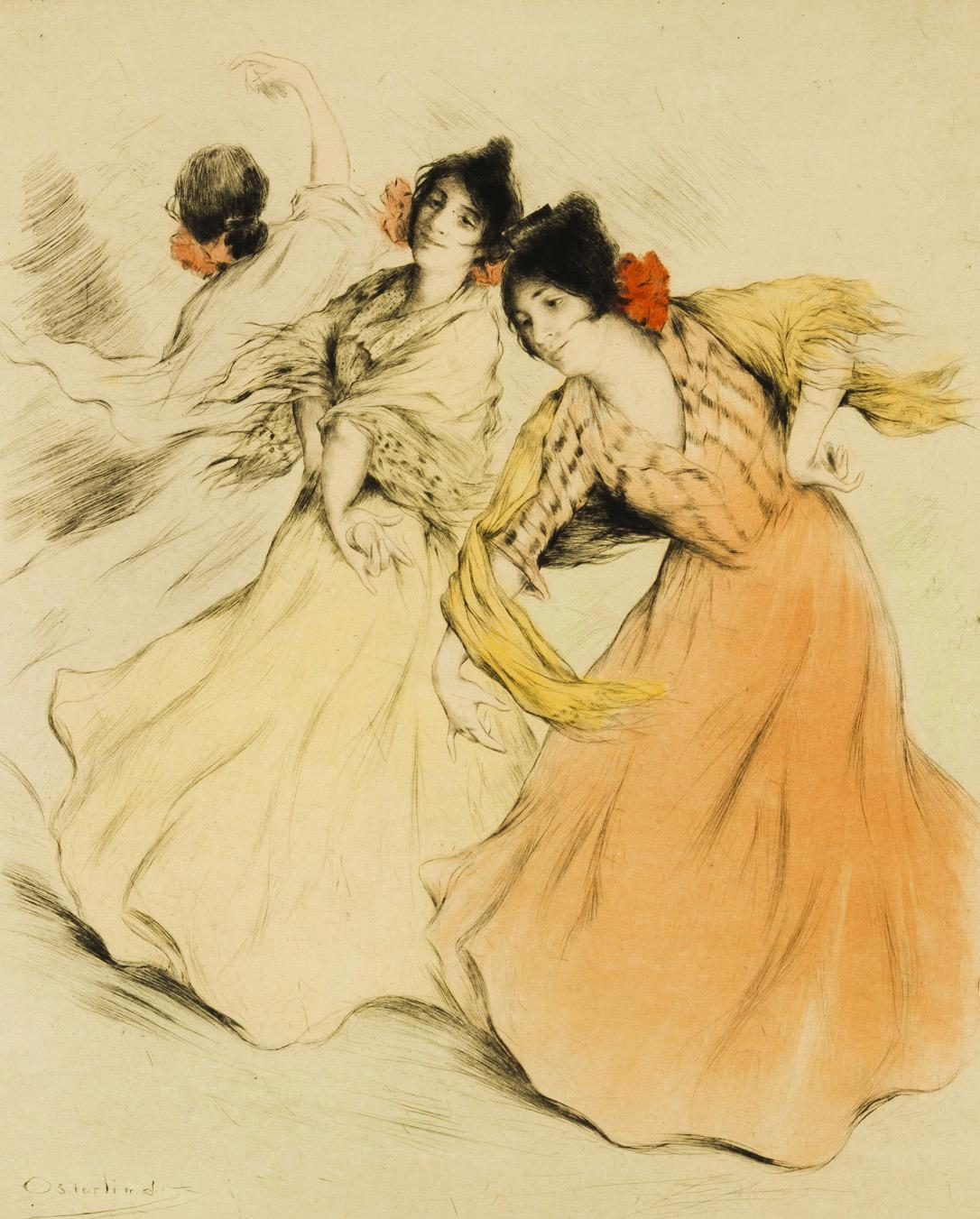
Allan Österlind, Danseuse de flamenco, eau-forte et aquatinte sur papier, vers 1900.
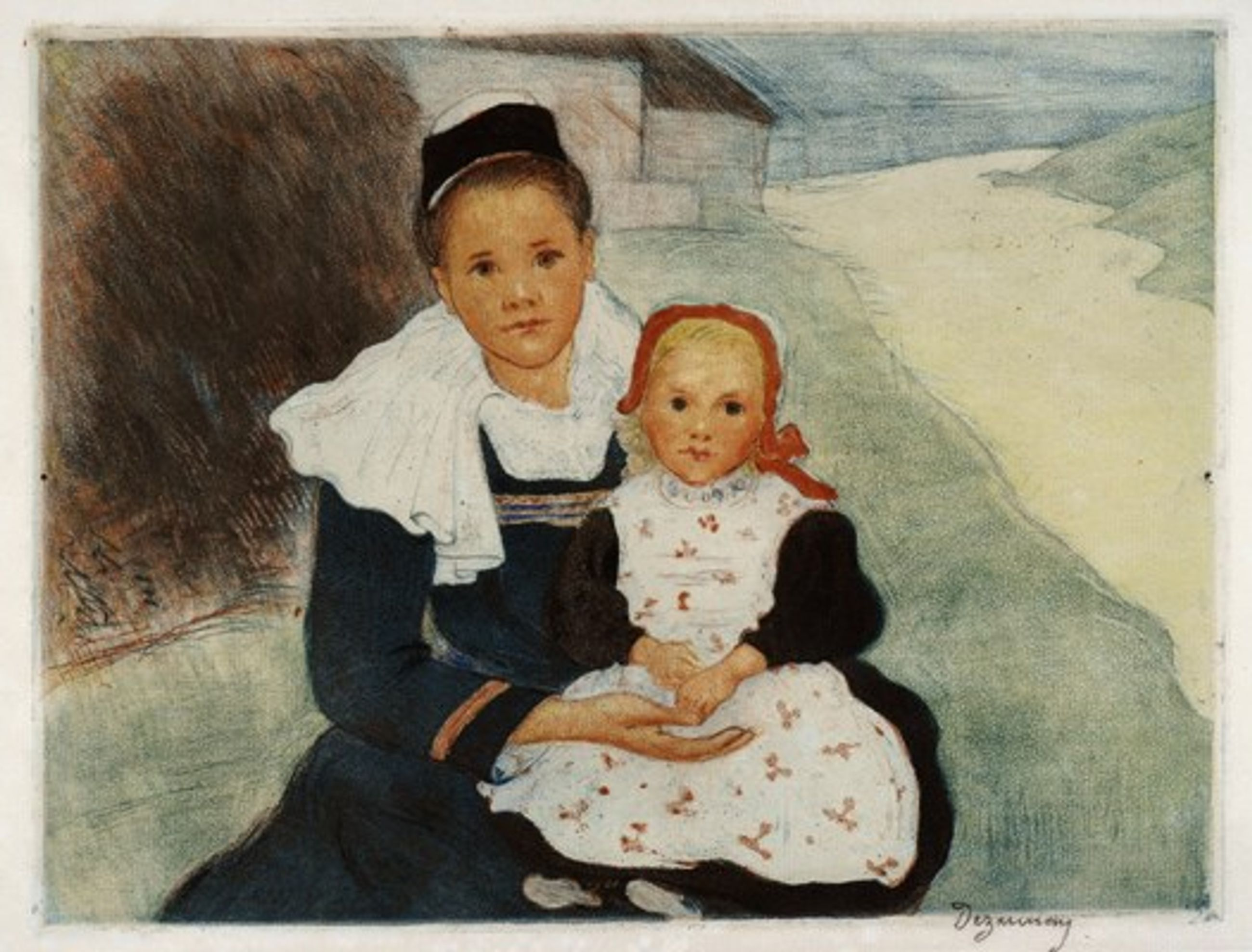
Émile Dezaunay, Jeune fille et enfant de Rosporden, eau-forte et aquatinte, vers 1900.
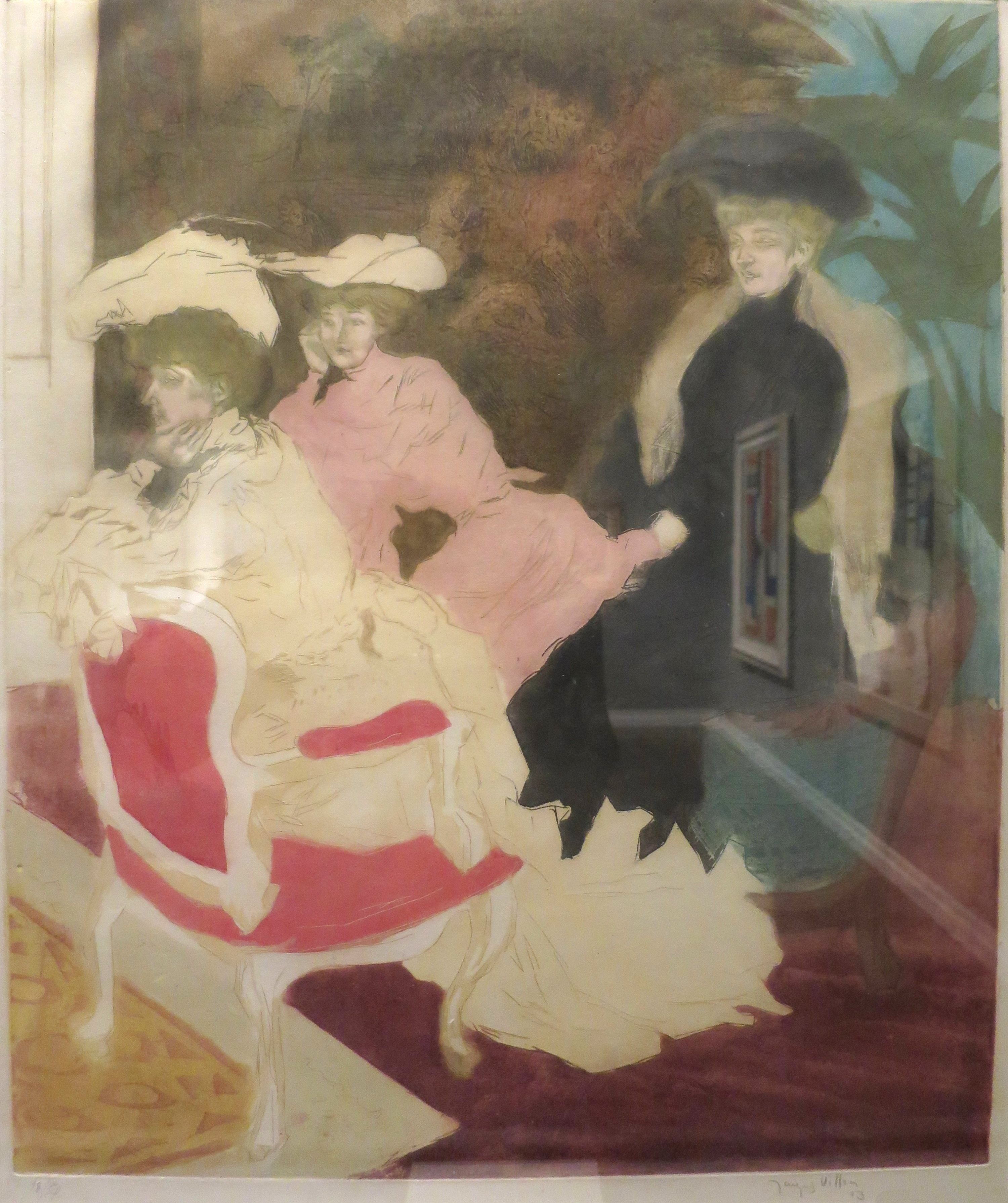
Jacques Villon, Comédie de société, eau-forte et aquatinte, 1903.
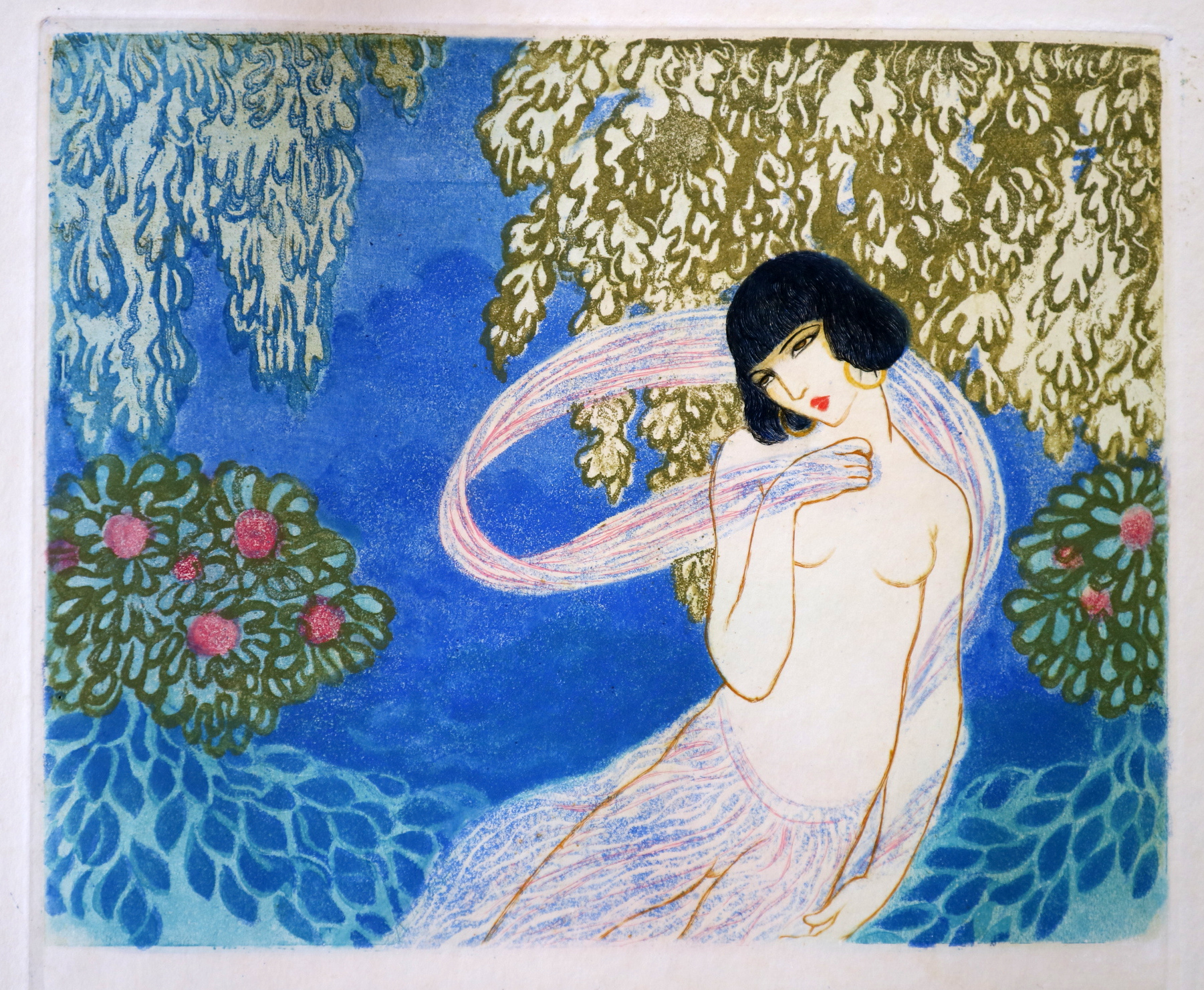
Nori Malo-Renault, Salomé. e.f. originale à la Chalcographie du Louvre

### Perchlorure de fer
Le perchlorure de fer présente d'autres propriétés que l'acide nitrique ; son avantage, c'est qu'il creuse sans écarter les tailles, évitant que des traits dessinés fins et rapprochés se rapprochent en un seul gros trait. Toutefois, le perchlorure de fer est coloré, rendant le liquide qui le contient opaque et rendant difficile de contrôler l'évolution de la matrice lors de sa plongée dans son bain. De plus, cet acide réagit avec la plaque du métal, y déposant une couche d'oxyde de fer devant être régulièrement rincée.

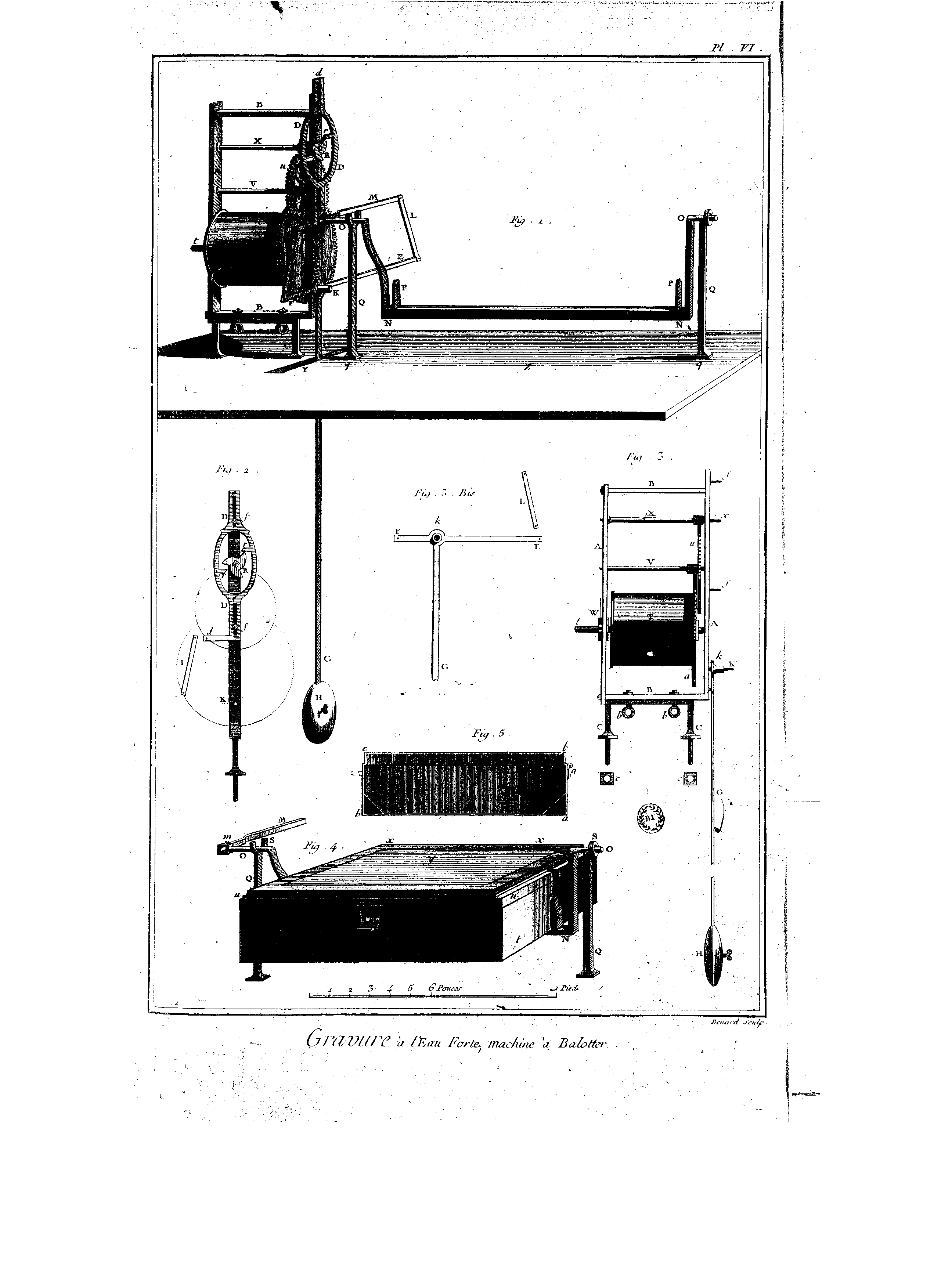
Robert Bénard, Gravure à l'eau-forte : machine à balotter, gravure pour lEncyclopédie de Diderot et d'Alembert.